# Echium lusitanicum
Echium lusitanicum är en strävbladig växtart som beskrevs av Carl von Linné. Echium lusitanicum ingår i släktet snokörter, och familjen strävbladiga växter. Inga underarter finns listade i Catalogue of Life.